# Wikipedia in persiano
La Wikipedia in persiano (in persiano  ویکی‌پدیای فارسی‎), spesso abbreviata in fa.wikipedia, è l'edizione in lingua persiana dell'enciclopedia online Wikipedia.

## Statistiche
La Wikipedia in persiano ha 1 032 776 voci, 5 820 487 pagine, 1 378 374 utenti registrati di cui 4 715 attivi, 35 amministratori e una "profondità" (depth) di 153 (al 21 marzo 2025).
È la 19ª Wikipedia per numero di voci e, come "profondità", è la 18ª fra quelle con più di 100 000 voci (al 14 ottobre 2024).

## Cronologia
- 18 febbraio 2006 — supera le 10.000 voci
- 29 ottobre 2008 — supera le 50.000 voci ed è la 36ª Wikipedia per numero di voci
- 25 agosto 2010 — supera le 100.000 voci ed è la 34ª Wikipedia per numero di voci
- 22 maggio 2011 — supera le 150.000 voci ed è la 24ª Wikipedia per numero di voci
- 9 luglio 2012 — supera le 200.000 voci ed è la 21ª Wikipedia per numero di voci
- 19 febbraio 2013 — supera le 300.000 voci ed è la 18ª Wikipedia per numero di voci
- 18 luglio 2014 — supera le 400.000 voci ed è la 19ª Wikipedia per numero di voci
- 27 luglio 2016 — supera le 500.000 voci ed è la 18ª Wikipedia per numero di voci
- 24 marzo 2018 — supera le 600.000 voci ed è la 18ª Wikipedia per numero di voci
- 8 novembre 2019 — supera le 700.000 voci ed è la 18ª Wikipedia per numero di voci
- 25 maggio 2021 — supera le 800.000 voci ed è la 19ª Wikipedia per numero di voci
- 13 aprile 2022 — supera le 900.000 voci ed è la 19ª Wikipedia per numero di voci
- 22 aprile 2024 — supera 1.000.000 voci ed è la 19ª Wikipedia per numero di voci